# Ludwig von Diepenbroick

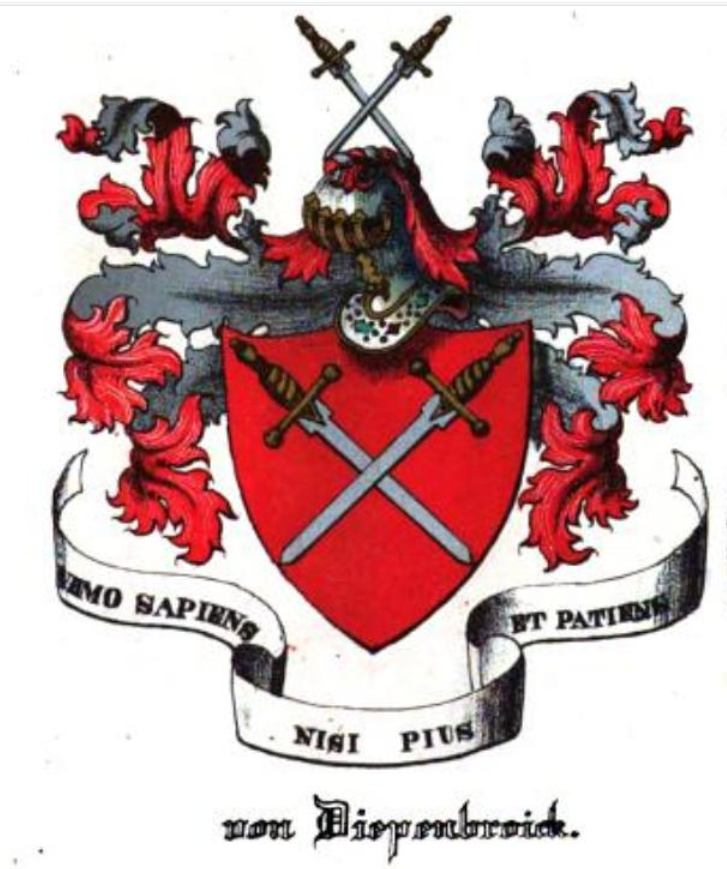
Wappen derer von Diepenbroick

August Ludwig Friedrich von Diepenbroick (* 1738 in Westfalen; † 29. Januar 1805 in Lüneburg) war ein kurhannoverischer Generalleutnant.

## Leben
Diepenbroick war mit Sophie Elisabeth Charlotte Friederike von Grothaus, Tochter des Ernst Philipp von Grothaus vermählt. 
E wurde im Jahr 1770 Major im Infanterieregiment „von Scheele“, dort 1782 zum Oberstleutnant befördert und kam im Jahr darauf in das Infanterieregiment Nr. 11. Dort wurde er am 19. Oktober 1789 zum Oberst befördert und 1791 zum Chef des Infanterieregiments Nr. 10 ernannt. Es folgte am 1. März 1793 die Ernennung zum Generalmajor und 1795 zum Chef des Infanterieregiments Nr. 11. Am 16. Mai 1798 wurde er Generalleutnant und später Kommandant von Lüneburg.
Er kämpfte unter anderem im Ersten Koalitionskrieg, wo er am 18. Juli 1794 bei der Kapitulation Nieuwpoorts in Gefangenschaft geriet.
Als 1803 der Krieg zwischen dem Vereinigten Königreich und Frankreich ausbrach, wurde das Kurfürstentum überrascht. Diepenbroick rückte zwar noch mit der Reserve aus, aber der Oberkommandierende Wallmoden-Gimborn musste mit dem französischen Oberkommandierenden Mortier die Konvention von Artlenburg eingehen. Diepenbroick gehörte seiner Zeit zu den Offizieren, die zur Besprechung im Heidekrug zusammen kamen und die Konvention billigten. Er ging danach nach Lüneburg, wo er 1805 starb.
Seine einzige Tochter Wilhelmine Eleonore Luise Charlotte (1778–1809) heiratete Gustav von Grüter (1779–1822); sie begründeten den Zweig Diepenbroick-Grüter. Die preußische Anerkennung erfolgte am 29. Januar 1824.